# Nicky Spoko
Nicky Spoko (ang. Nicky Deuce) – amerykańsko-kanadyjski film familijny z 2013 roku oparty na scenariuszu Arta Edlera Browna, Andy’ego Callahana oraz Douglasa Sloana i reżyserii Jonathana A. Rosenbauma. Film powstał na podstawie książki pt. Nicky Deuce: Welcome to the Family.
Światowa premiera filmu miała miejsce 27 maja 2013 roku na amerykańskim Nickelodeon. W Polsce premiera filmu odbyła się 20 października 2013 roku na kanale Nickelodeon Polska.

## Fabuła
Film opowiada o Nicholasie Borellim (Noah Munck), który jest spokojnym, wzorowym uczniem i grzecznym synem. Kiedy zostaje wysłany na wakacje do wujka Frankiego (Steve Schirripa) do Brooklynu, z daleka od nadopiekuńczych rodziców i bezpiecznego domu, Nicky stara się odnaleźć w nowym, nieznanym mu środowisku. Pewnego dnia przez przypadek wszyscy najwięksi gangsterzy Nowego Jorku biorą go za groźnego Nicky’ego Spoko, faceta, który trzęsie całym miastem. Nagle okazuje się, że ten miły chłopak staje się postrachem całej okolicy.

## Obsada
- Noah Munck jako Nicholas Borelli II/Nicky Spoko
- Christine Prosperi jako Donna
- Steve Schirripa jako wujek Frankie
- Carlo Menstroni jako pan Borelli

## Wersja polska
Wersja polska: na zlecenie Nickelodeon Polska

Udział wzięli:
- Mateusz Narloch – Nicholas Borelli II
- Wit Apostolakis-Gluziński – Josh
- Waldemar Barwiński – Tata
- Bożena Furczyk – Mama
- Agnieszka Mrozińska-Jaszczuk – Donna
- Barbara Zielińska – Tutti
- Aleksander Mikołajczak – Charlie Cement
- Jacek Król – Jimmy Niemoge
- Krzysztof Plewako-Szczerbiński –
  - Kierowca,
  - Oskar Grabarz
- Otar Saralidze – Tommy
- Grzegorz Pawlak – Paulie
- Paweł Ciołkosz – Doktor
- Krzysztof Zakrzewski – Bobby Śmieć
- Mirosław Wieprzewski
- Michał Podsiadło
- Stefan Knothe
- Grzegorz Kwiecień
- Cezary Kwieciński
- Wojciech Słupiński

Lektor: Radosław Popłonikowski